# Уголовный кодекс Финляндии
Уголовный кодекс Финляндии (фин. Rikoslaki, швед. Strafflag) — основной источник уголовного права на территории Финляндской Республики. Принят в 1889 году, вступил в действие в 1894 году. УК Финляндии никогда не отменялся и не заменялся новым законом.

## История
Несмотря на то что в 1809 году Финляндия вышла из-под власти Швеции и вошла в состав Российской империи как Великое княжество Финляндское, в ней продолжило действовать шведское гражданское уложение 1734 года, которое регулировало в том числе и уголовные правоотношения. Для создания собственного уголовного кодекса в первые десятилетия становления автономии не было соответствующей законодательной базы, а тем более национальной уголовно-правовой школы, способной разработать новые нормы, касающиеся преступления и наказания. Положение дел изменилось в середине XIX века в связи с бурным развитием капитализма, образованием национального рынка, ростом самосознания и правовой культуры, а также оживлением работы сейма.
Между тем в княжестве началась тюремная реформа, которая подогрела надежды финского общества на проведение назревших законодательных реформ, включая издание нового уголовного уложения. Поскольку к сессии сейма 1863 года проект кодекса не подготовили, финляндский сенат постановил обновить наиболее устаревшие нормы шведского уложения 1734 года. В 1870 году проект находился на стадии составления теоретиками и юристами-практиками, входившими в комиссию Иоганна Бергбума, которая работала над пенитенциарной реформой.

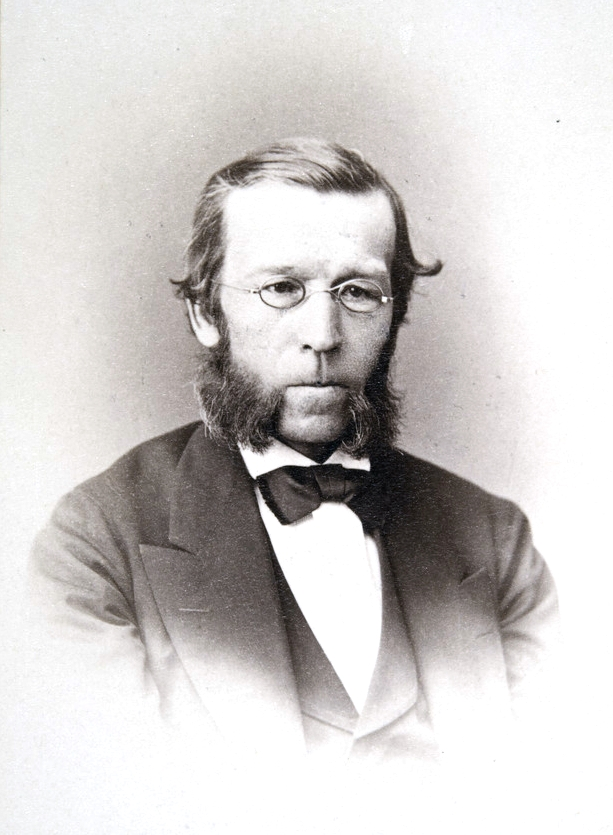
Карл Густаф Эрстрём сыграл ключевую роль в разработке кодекса

Первый проект кодекса был обнародован в 1875 году. Он включал в себя научные достижения складывающейся в то время национальной финской школы уголовного права, лидером которой являлся профессор Карл Густаф Эрстрём. Современники отмечали сильное влияние уголовных законов Швеции (1864), Дании (1866), Франции (1810) и Германии (1871). Некоторые составители кодекса учились в Германии. В 1880 году из-за острой политической борьбы между шведоманами и финнофилами за приоритет в создании уложения была образована новая комиссия. В 1888 году окончательный вариант кодекса был передан в сейм на обсуждение и в целом одобрен. В 1889 году новый финляндский УК получил императорское утверждение, однако его вступление в силу, намеченное на 1 января 1891 года, оказалось приостановлено манифестом в 1890 году. Это было вызвано тем обстоятельством, что, по мнению российских законодателей, разработчики уложения определили Финляндию как самостоятельное государство, а Россию по отношению к ней — как иностранную державу, что не соответствовало официальной имперской точке зрения. Поэтому изначально законодательный процесс приобрёл идеологический и политический характер.
Полемика вокруг первой редакции УК сначала велась на шведском языке, между тем после перевода уложения 1889 года на русский язык для Высочайшего утверждения она развернулась между финляндскими и российскими юристами и государственными деятелями и получила широкое освещение в русскоязычных периодических изданиях и прессе. Финляндский вопрос привлёк больше внимания российских публицистов, чем когда-либо. К концу XIX века княжество стало предметом всеобщего внимания общественности России. Касательно финляндских порядков в прессе господствовали критические и неодобрительные мнения.
Появление второй редакции УК было вызвано политической борьбой вокруг государственной автономии Великого княжества Финляндского. В Санкт-Петербурге приняли все меры, чтобы не допустить вступление уложения в силу. В октябре 1890 года специально для разработки нового проекта УК Финляндии при Министерстве юстиции Российской империи была сформирована совместная российско-финляндская комиссия, председателем которой стал известный юрист и государственный деятель Н. С. Таганцев. В комиссию вошли представители Минюста, финляндского сената и статс-секретариата княжества. Поскольку финляндская уголовная кодификация 1889 года считалась в то время одной из самых передовых среди европейских стран, то имперскому правительству пришлось удовлетвориться лишь незначительными изменениями. В 1894 году слегка изменённое уложение получило подтверждение и вступило в силу. Большинство норм осталось не затронуто изменениями, сохранив свой самобытный характер.
Впоследствии УК Финляндии претерпевал множество изменений, тем не менее в нём сохраняются некоторые элементы первоначального издания от 1889 года. Комплексное обновление закона проводилось в 1976 году.
В ноябре 2022 года бывший помощник финского премьер-министра Дмитрий Квинтус призвал убрать из УК упоминание России и российского императора Александра III.

## Содержание
Уголовный кодекс Финляндии состоит из 51 главы, разделённых на параграфы или статьи, и начинается со следующих слов:

Божиею милостию, Мы, Александр Третий, Император и Самодержец Всероссийский, Царь Польский, Великий Князь Финляндский, и проч., и проч., и проч., настоящим объявляем: по представлению наших финляндских подданных всех сословий, мы желаем утвердить следующий Уголовный кодекс для Великого княжества Финляндского, для введения в действие которого издаётся специальный указ:Оригинальный текст (фин.)Me Aleksander Kolmas, Jumalan Armosta, koko Venäjänmaan Keisari ja Itsevaltias, Puolanmaan Zsaari, Suomen Suuriruhtinas, y.m., y.m., y.m. Teemme tiettäväksi: Suomenmaan Valtiosäätyjen alamaisesta esityksestä tahdomme Me täten armosta vahvistaa seuraavan rikoslain Suomen Suuriruhtinaanmaalle, jonka voimaanpanemisesta, niinkuin myöskin rangaistusten täytäntöönpanosta erityinen asetus annetaan:
Кодекс разделён на две части: общую (главы 1—9) и особенную (главы 10—51).
- Общая часть устанавливает сферу применения уголовного законодательства Финляндии, виды наказания, общие условия привлечения к уголовной ответственности, основания освобождения от уголовной ответственности, определение покушения и соучастия и т. д.
- В особенной части описан каждый состав преступления и установлена мера ответственности.